# Niccolò Paganini
  Niccolò Paganini    (Gènova, 27 d'octubre de 1782 - Niça, 27 de maig de 1840) va ser un dels més cèlebres virtuosos del violí, considerat com un dels més grans violinistes que mai han existit, amb una entonació perfecta i amb el desenvolupament de tècniques interpretatives innovadores.

## Biografia
Els seus pares eren Antonio i Teresa (nascuda Bocciardo) Paganini.:11 D'acord amb el seu biògraf Peter Lichtenthal, Paganini va estudiar en un principi la mandolina amb son pare, quan només comptava cinc anys. Va començar amb el violí a set anys, va produir les primeres composicions a vuit anys i va fer el seu primer concert públic a dotze anys. Per aquesta època va estudiar amb diversos mestres, com ara Giovanni Servetto i Alessandro Rolla, però sembla que no va digerir gaire bé els seus èxits i, a setze anys, havia esdevingut un jugador i bevedor. La seva carrera es va salvar per la intervenció d'una dama desconeguda, que se'l va endur a la seva vil·la, on Paganini es va recuperar i va estudiar violí i guitarra durant tres anys.:18
La seva reaparició es va produir a vint-i-tres anys, en ocupar la plaça de director musical de la germana de Napoleó, Elisa Baciocchi, Princesa de Lucca, i fent gires de concerts. Aviat esdevingué una llegenda, per la seva mestria sense parangó en la interpretació al violí, amb debuts a Milà el 1813, Viena el 1828, i Londres i París el 1831. Paganini va ser un dels primers músics, si no el primer, a fer gires com a artista en solitari, sense músics que l'acompanyaren. Va esdevenir una "superstar" de l'època i va aconseguir fer una veritable fortuna amb els seus concerts, per la seva capacitat d'encisar les audiències.

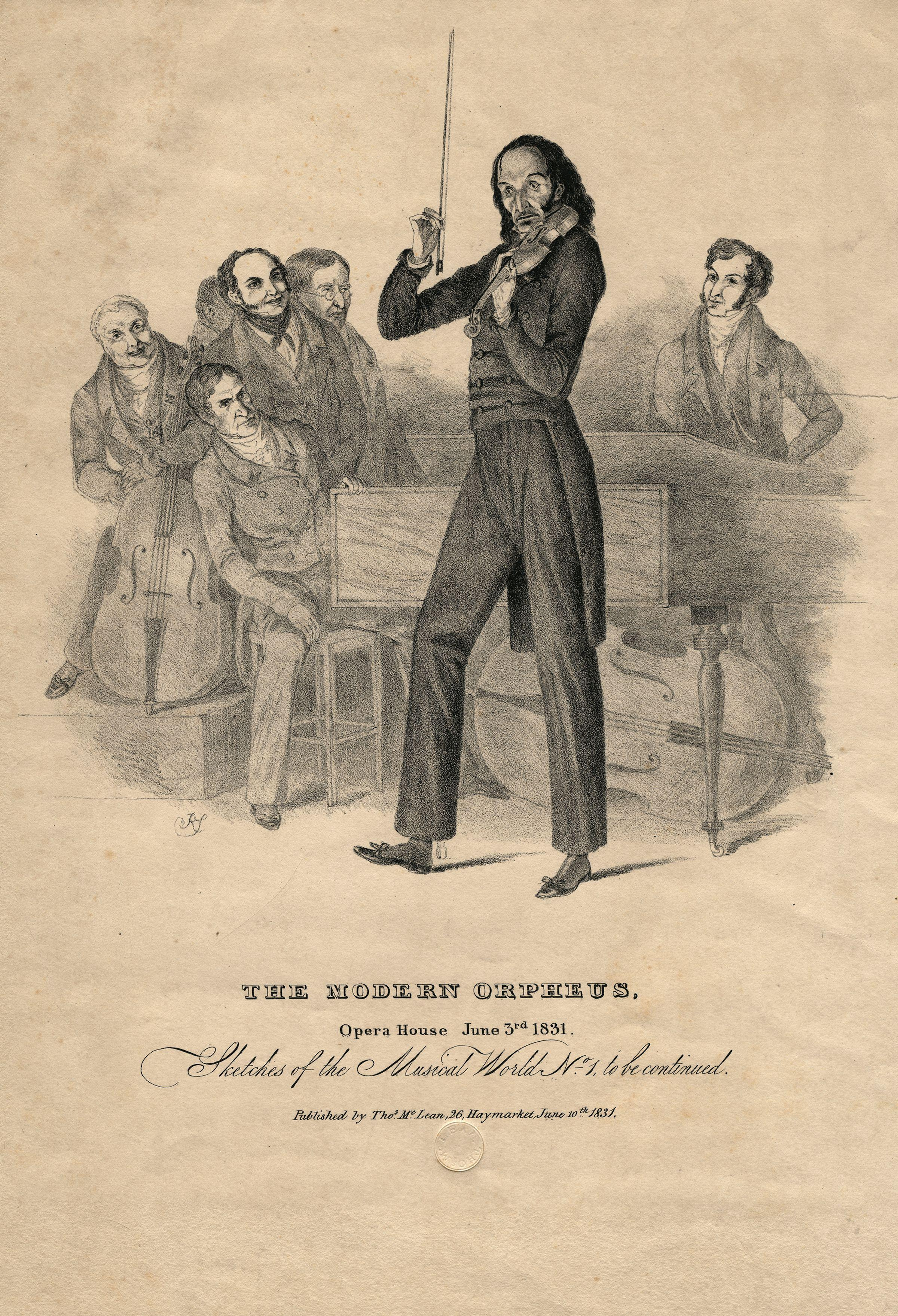
Anunci d'una actuació de Paganini el 1831

Un insistent mite sobre Paganini va ser que havia venut l'ànima al diable a canvi de la seva tècnica sobrehumana, un rumor amb què ell es delia i del qual probablement va ser l'iniciador. Durant les interpretacions, movia els ulls de manera que l'iris s'ocultava i només se'n veia la part blanca. Les contorsions que feia en tocar, el cabell arrissat i llarg i la seva estatura van contribuir també al rumor. Tocava amb tanta intensitat que les dames es desmaiaven i els cavallers rompien a plorar de l'emoció.
El violí utilitzat per Paganini és conegut com a Cannone Guarnerius; així va ser batejat pel mateix Paganini per tal de reflectir el so de cànon que en produïa. Les seues cordes estan quasi en el mateix pla, al contrari que la majoria de violins que les tenen disposades en forma de volta per tal d'evitar tocar accidentalment una corda extra. La disposició de les cordes del Cannone permetia a Paganini fer sonar tres i, fins i tot, quatre cordes alhora.
A París, el 1833, va encarregar a Berlioz un concert per a viola i orquestra. Aquest va compondre Harold en Italie, però Paganini mai no va interpretar-la. La seva salut es va deteriorar a causa d'un càncer de laringe. La malaltia va provocar-li la pèrdua de la parla, però malgrat tot va continuar tocant el violí fins poc abans de morir. Hom diu que la nit anterior a la seva mort encara se'l sentia improvisar al violí. Va morir a Niça el 27 de maig de 1840.
Va deixar una sèrie de sonates per a violí, capritxos, sis concerts per a violí, quartets de corda i nombroses obres per a guitarra.
Les parts orquestrals de les obres de Paganini són polides, conservadores i amb un paper merament de suport. S'ha criticat que els concerts per a violí de Paganini repeteixen sempre la mateixa fórmula. Durant la seua carrera, les parts de violí dels concerts van ser mantingudes en secret. Paganini es presentava amb l'orquestra sense haver assajat prèviament. A la seua mort, només dos concerts van ser publicats. Els seus hereus van anar publicant la resta a poc a poc, durant molts anys. Hi ha sis concerts publicats (encara que la part orquestral dels dos darrers es va perdre). Les composicions per a violí i guitarra han esdevingut part del repertori habitual d'aquests instruments.

## Paganini i el desenvolupament de la tècnica del violí
El violinista israelià Ivry Gitlis va dir "Paganini no és producte d'un desenvolupament... hi va haver els anteriors [violinistes abans de Paganini] i després hi va haver Paganini." Tot i que algunes de les tècniques que usava ja existien en el seu temps, el desenvolupament de la tècnica violinística havia progressat molt lentament fins llavors. Hom considera Arcangelo Corelli (1653-1713) com el pare de la tècnica del violí, transformant-lo des del seu paper de continuo a instrument solista. Johann Sebastian Bach (1685-1750), amb les seues sonates i partite per a violí sol (BWV 1001-1006), va establir fermament la capacitat polifònica del violí. La primera recerca exhaustiva de les possibilitats tècniques del violí pot trobar-se en els 24 capritxos de Pietro Locatelli (1693-1746), que al seu temps van ser considerats massa difícils de tocar (tot i que avui es consideren absolutament accessibles). La major part dels violinistes de l'època es van enfocar en el maneig de l'arc (les anomenades tècniques de mà dreta pels intèrprets de corda), els dos reptes a la vegada fonamentals i crítics per a un violinista.
Paganini va aportar noves tècniques per a compositors i intèrprets. L'escriptura per a violí va canviar dràsticament a partir del seu mestratge. La seua música sovint exigeix un rang ampli de digitalitzacions avançades i tècniques d'arc que van resultar sensacionals per a les audiències i estimulants per als violinistes del seu temps. Les seues obres sovint exigeixen una combinació de staccato, harmònics, pizzicato (amb totes dues mans), i amplis intervals (de vegades majors que una desena). Eugène Ysaÿe va criticar que l'acompanyament, en la música de Paganini, era semblant al de la guitarra. Tot i això, Paganini va expandir el timbre i el color de l'instrument a nivells prèviament desconeguts. També va ser un virtuós de la guitarra, instrument per al qual va deixar més de 200 obres.
Era capaç de tocar tres octaves sobre quatre cordes amb una única posició de la mà, una gesta increïble fins i tot per als estàndards actuals. La seua flexibilitat va poder ser deguda a la síndrome de Marfan o a la síndrome d'Ehlers-Danlos. Les seues tècniques de digitació, com ara les octaves (i desenes) paral·leles o el pizzicato amb la mà esquerra, van ser considerades gairebé impossibles en el seu temps, però ara són exercicis rutinaris per als estudiants de violí. Totes aquestes fites en l'evolució de la tècnica violinística només són comparables a les que, un segle després, aconseguirien Joseph Joachim i Eugène Ysaÿe.
El seu Capritx núm. 24 en la menor ha estat objecte de l'interès de molts compositors posteriors. Franz Liszt, Johannes Brahms, Serguei Rakhmàninov, Boris Blacher i Witold Lutosławski, entre d'altres, van escriure'n variacions.

## Els intèrprets de Paganini
Durant diverses dècades la música de Niccolò Paganini fou tinguda per intocable. Els violinistes de la seva època tractaren en va de descobrir, espiant-lo, els «secrets» de la seva execució, que molts cregueren guiada pel diable en persona. Només acceptà tenir un sol deixeble, assegurant-se, potser, que no tenia ni de lluny condicions per a seguir-lo. El cert és que va passar temps fins a caure el mur de temor davant l'impossible i a poc a poc començaren a aparèixer violinistes que gosarien tocar algunes partitures de Paganini. Però no fou fins al segle XX que molts van cultivar amb normalitat les seves obres. En qualsevol cas, aquest fenomen dels intèrprets del compositor italià il·lustra amb claredat com ha anat millorant la preparació tècnica dels instrumentistes –no solament dels violinistes- en els últims cent anys. Peces que a finals del segle xix només gosaven tocar, i amb tota mena de pors i precaucions, alguns dels més grans, en l'actualitat són peces obligades en els últims cursos dels conservatoris.
Però això no vol dir que hi hagi centenars d'executants que facin justícia a la música de Paganini. En canvi, continuen sent molt pocs els que ho assoleixen de veritat. Si fem un repàs als grans violinistes del segle xx, veurem que una gran part d'ells s'han apropat en discs a la música de Paganini: l'austríac Fritz Kreisler (1875-1987), l'hongarès Joseph Szigeti (1892-1973) i, per descomptat, el virtuós per antonomàsia del seu temps, el lituà-estatunidènc Jascha Heifetz (1901-1987). El francès Zino Francescatti (1905-1991) i els russos Nathan Milstein (1904-1992) i Leonid Kógan (1924-1982), que són altres tres entre els noms més prominents del seu temps, tampoc estigueren aliens a l'embruix i l'atracció que exerciren Paganini sobre tants mestres del violí.
Un cas a part és el del novaiorquès Michael Rabin, mort prematurament (1936-1972), l'enregistrament del qual dels Vint-i-quatre capricis de Paganini ha estat vista per tothom com una referència ineludible. Un altre cas particular és el de Yehudi Menuhin (1916-1999), considerat com l'artista dels intèrprets del seu instrument abans com a virtuós. Malgrat que, Menuhin gravà el 1961 els dos primers concerts de Paganini en una versió atípica i reveladora. Encara que quant a tècnica són irreprotxables, Menuhin s'interessa abans de tot pels valors estrictament musicals de les obres –que tantes vegades han estat i continuen sent refusats- descobrint-ne aspectes insòlits i, en definitiva, ennoblint-les. A les seves antípodes, l'italo-estatunidènc Ruggiero Ricci (nascut el 1918) fou per sobre de tot un virtuós, un dels que més s'han ocupat d'aquest compositor. Dos músics tan extraordinaris com el polonès Henryk Szeryng (1918-1988) i el belga Arthur Grumiaux (1921-1986) han deixat gravat de diversos concerts que són i seran per molt temps interpretacions –no sols execucions- modèliques. Aquest últim, a més, fou el protagonista de la reestrena (després d'un segle desaparegut) del Concert núm.. 4.
Durant els últims anys, la major part dels violinistes més eminents s'han ocupat en major o menor mesura del compositor italià. En primer lloc, s'ha de destacar al que potser és el «príncep» dels violinistes actuals, l'israelià-estatunidenc Itzhak Perlman (nascut el 1945), el desembarcà en la companyia de discs per la que més ha enregistrat amb colossals versions del Concert núm. 1, i els Vint-i-quatre capricis. Gidon Kremer (nascut el 1947, Viktória Múl·lova (Nascuda el 1959) i, sobretot, Shlomo Mintz (nascut el 1957), amb una altra modèlica versió dels Vint-i-quatre capricis, han realitzat importants aportacions a la interpretació de Paganini. El mateix que la japonesa Midori (nascuda el 1972) que enamorà el món musical amb un meravellós Concert núm. 1, a l'edat de 15 anys. Els últims descobriments en aquest instrument també tenen en el seu haver interpretacions de Paganini de primer ordre: Alexander Markov, Gil Shaham, Maxim Vengerov, Sara Chang o David Garrett. Aquest últim ha gravat també una formidable versió dels Vint-i-quatre capricis, amb l'acompanyament pianístic que va compondre Robert Schumann.
Però, sens dubte de cap mena, el torinès Salvatore Accardo (nascut el 1941) és el violinista més vinculat al compositor genovès, del que ha gravat quasi tota la seva música per a violí sol o acompanyat d'orquestra. Els seus sis concerts, amb el concurs de luxe de l'Orquestra filharmònica de Londres i un director tan reconegut com Charles Dutoit, són absolutament referencials. Accardo no solament desplega una tècnica quasi increïble per llur perfecció i soltesa, sinó que a més demostra no estar ni de bon tros, pendent de superar els terribles esculls mecànics. Per sobre de tots ells, fa música amb elegància, brio, un lirisme ben «italià» i profunditat.

## Obres
- 24 capritxos, per a violí sol, Op.1. D'aquests capritxs s'han fet moltes transcripcions, una de les millors potser és la del violinista mexicà Higinio Ruvalcaba.
  - núm. 1 en mi major (The arpeggio)
  - núm. 2 en si menor
  - núm. 3 en mi menor
  - núm. 4 en do menor
  - núm. 5 en la menor
  - núm. 6 en sol menor
  - núm. 7 en la menor
  - núm. 8 en Mi bemoll major
  - núm. 9 en mi major
  - núm. 10 en sol menor
  - núm. 11 en do major
  - núm. 12 en La bemoll major
  - núm. 13 en Si bemoll major
  - núm. 14 en Mi bemoll major
  - núm. 15 en mi menor
  - núm. 16 en sol menor
  - núm. 17 en Mi bemoll major
  - núm. 18 en do major
  - núm. 19 en Mi bemoll major
  - núm. 20 en Re major
  - núm. 21 en la major
  - núm. 22 en fa major
  - núm. 23 en Mi bemoll major
  - núm. 24 (Tema con variazioni)
- Concert per a violí núm. 1, en Re major, Op. 6 (1817)
- Concert per a violí núm. 2, en si menor, Op. 7 (1826) (La Campanella)
- Concert per a violí núm. 3, en mi major (1830)
- Concert per a violí núm. 4, en re menor (1830)
- Concert per a violí núm. 5, en la menor (1830)
- Concert per a violí núm. 6, en mi menor (1815?) - darrer moviment completat per un compositor anònim.
- 12 sonates, per a violí i guitarra, Op. 2 i 3
  - Op. 2, núm. 1 en la major
  - Op. 2, núm. 2 en do major
  - Op. 2, núm. 3 en re menor
  - Op. 2, núm. 4 en la major
  - Op. 2, núm. 5 en Re major
  - Op. 2, núm. 6 en la menor
  - Op. 3, núm. 1 en la major
  - Op. 3, núm. 2 en sol major
  - Op. 3, núm. 3 en Re major
  - Op. 3, núm. 4 en la menor
  - Op. 3, núm. 5 en la major
  - Op. 3, núm. 6 en mi menor
- 18 Centone di Sonate, per a violí i guitarra
- Obres arranjades
  - Introducció, tema i variacions sobre (Nel cor più non mi sento) de 'La bella molinara' de Paisiello
  - Introducció i variacions sobre (Non più mesta) de 'La Cenerentola' de Rossini
  - Introducció i variacions sobre (Dal tuo stellato soglio) de 'Moisè...' de Rossini'
  - Introducció i variacions sobre (Di tanti palpiti) de 'Tancredi' de Rossini
  - Maestoso sonata sentimentale (Variacions sobre l'himne nacional austríac)
  - Variacions sobre Déu salve al Rei
- Miscel·lània
  - I Palpiti
  - Perpetuela (Sonata Movimento Perpetuo)
  - La Primavera
  - Tema sobre "La Dansa de les Bruixes"
  - Sonata con variazioni (Sonata Militaire)
  - Sonata Napoleó
  - Variacions Les bruixes
  - Cantabile en Re major
  - Moto Perpetuo en do major
  - Romança en la menor
  - Tarantella en la menor
  - Gran sonata per a violí i guitarra, en la major
  - Sonata per a viola en do menor
  - Sonata en Do per a violí sol
- 12 Quartets per a violí, guitarra, viola i violoncel, opus 4
  - núm. 1 en la menor
  - núm. 2 en do major
  - núm. 3 en la major
  - núm. 4 en Re major
  - núm. 5 en do major
  - núm. 6 en Re major
  - núm. 7 en mi major
  - núm. 8 en la major
  - núm. 9 en Re major
  - núm. 10 en la major
  - núm. 11 en si major
  - núm. 12 en la menor
  - núm. 13 en fa menor
  - núm. 14
  - núm. 15 en la major

## Obres inspirades per Paganini
- Arban; El Carnaval de Venècia
- Jason Becker; 5th Caprice.
- Boris Blacher; Variations on a Theme of Paganini (sobre el Capritx núm. 24)
- Johannes Brahms; Variacions Paganini, Op.35 (1862-63), per a piano basada en el Capritx núm. 24
- Frédéric Chopin; Souvenir de Paganini per a piano (1829, pòstuma)
- Franz Lehár; Paganini, opereta de ficció sobre Paganini (1925)
- Franz Liszt; Sis Grandes Études de Paganini, S.141 per a piano (1851) (arranjaments virtuosístics de 5 capritxs, incloent-hi el núm. 24, i La Campanella del Concert per a violí i orquestra núm. 2)
- Andrew Lloyd Webber; Variacions per a violoncel i orquestra, originàriament per a violoncel i grup de rock
- Andrew Lloyd Webber; Variacions (basades en el Capritx núm. 24, violoncel i banda de jazz/rock)
- Andrew Lloyd Webber; Song & Dance (Cançó i Dansa) - la Dansa és la reelabolació de les Variacions
- Witold Lutosławski; Variacions Paganini (1941) sobre el Capritx núm. 24, oroginalment per a 2 pianos, després arranjada per a piano i orquestra
- Yngwie J. Malmsteen; Far Beyond The Sun
- Nathan Milstein; Paganiniana, un arranjament del Capritx núm. 24, amb variacions basades en altres capritxs
- Serguei Rakhmàninov; Rapsòdia sobre un tema de Paganini, Op.43 (1934), per a piano i orquestra sobre el Capritx núm. 24
- George Rochberg; Caprice Variations (1970), 50 variacions per a violí sol
- Robert Schumann; Estudis sobre Capritxs de Paganini, Op.3 (1832; piano); 6 Estudis de concert sobre Capritxos de Paganini, Op.10 (1833, piano)
- Karol Szymanowski; Trois Caprices de Paganini, arranjat per a violí i piano, Op.40 (1918)
- Philip Wilby; Paganini Variations
- Steve Vai; Eugene's Trick Bag de la pel·lícula Crossroads
- Eugène Ysaÿe; Variacions Paganini per a violí i piano
- Mario Castelnuovo-Tedesco; Capriccio diabolico homenatge a Paganini, per a guitarra
- Variacions Les bruixes
- 24 capricis
- Sis sonates per a violí i guitarra, Op. 3
- Concert per a violí núm. 1
- 1794 Primera actuació en públic
- 1795 Estudia violí i composició a Parma
- 1796 Torna a Gènova per assajar
- 1801 Dirigeix una orquestra a Lucca
- 1805 Es creu que va acabar 24 capricis
- 1809 Deixa Lucca per convertir-se en un artista "lliure"
- 1813 Debuta a La Scala, amb Les bruixes i dona onze concerts més a Milà
- 1817 Compon el Concert per a violí núm. 1
- 1820 Compon Sis sonates per a violí i guitarra, Op. 3
- 1828 Ofereix catorze concerts a Viena
- 1829 Gires per Alemanya
- 1831 Concerts a París i al Regne Unit
- 1833 Encarrega Harold en Italie a Berlioz
- 1834 S'estableix a Parma i la seva salut es deteriora